# Ian McNeill
Ian McNeill, soprannome di John McKeand McNeill (Glasgow, 24 febbraio 1932 – 6 ottobre 2017) è stato un allenatore di calcio e calciatore scozzese, di ruolo centrocampista.

## Carriera

### Giocatore
Dopo aver giocato nelle giovanili dei dilettanti del Bridgeton Waverley nel 1949 passa all'Aberdeen, club della prima divisione scozzese, che nella stagione 1950-1951, dopo un'annata trascorsa a giocare nelle giovanili del club, lo aggrega alla prima squadra facendolo esordire tra i professionisti all'età di 18 anni. In particolare, nella sua gara di esordio (una partita di campionato contro il St. Mirren nel gennaio del 1951) segna anche la sua prima ed unica rete in incontri di campionato con il club: pur rimanendo in squadra fino al 1956, infatti, gioca solamente altre 6 partite di campionato con l'Aberdeen, che successivamente lo cede al Leicester City, club della seconda divisione inglese. Nella sua prima stagione con le Foxes, conclusasi con la vittoria del campionato (e quindi con una promozione in prima divisione), McNeill segna 18 reti in 43 presenze; rimane poi in squadra fino al 1958, ma nel successivo biennio, trascorso integralmente in prima divisione, pur segnando con discreta regolarità non riesce ad imporsi stabilmente nella formazione titolare, giocando rispettivamente 17 e 12 partite di campionato (con 6 ed un gol segnati). Nel marzo del 1959 viene poi ceduto al Brighton, in seconda divisione: rimane ai Seagulls per poco più di tre stagioni, segnando in totale 12 reti in 116 partite giocate; dopo la retrocessione del club in terza divisione viene ceduto al Southend Utd, altro club a sua volta militante in questa categoria, dove rimane per due stagioni giocando però con minor regolarità rispetto agli anni precedenti (colleziona infatti solamente 41 partite di campionato, con 3 gol segnati). Dopo aver trascorso la stagione 1964-1965 ai semiprofessionisti del Dover Athletic torna quindi in Scozia, quasi un decennio dopo averla lasciata, per andare a chiudere la carriera (si ritira nel 1968, all'età di 36 anni) con i semiprofessionisti del Ross County, in Highland League (quinta divisione): dal 1966 al 1968 diventa tra l'altro anche allenatore del club.
In carriera ha totalizzato complessivamente 229 presenze e 41 reti nei campionati della Football League.

### Allenatore
Nel 1968 lascia il Ross County (con cui tra l'altro nella stagione 1966-1967 aveva anche vinto il campionato) per andare ad allenare i semiprofessionisti inglesi del Wigan, in Northern Premier League (che all'epoca era in coabitazione con Isthmian League e Southern Football League de facto una delle principali leghe calcistiche inglesi al di fuori della Football League); lascia il club nel 1970, dopo aver conquistato due secondi posti consecutivi in campionato, per trascorrere la stagione 1970-1971 al Salisbury, in Southern Football League. Dal 1971 al 1976 allena invece nuovamente il Ross County, sempre in Highland Football League.
Nel 1976 ritorna quindi al Wigan, con cui nella stagione 1976-1977 conquista un quattordicesimo posto in classifica in Northern Premier League; l'anno seguente conquista invece un secondo posto (il suo terzo in quattro stagioni alla guida del club): in tale circostanza il piazzamento consente comunque ai Latics di venire eletti per la prima volta nella loro storia nella Football League. Il primo campionato di quarta divisione nella storia del Wigan, ovvero la Fourth Division 1978-1979, si conclude con un positivo sesto posto in classifica, non lontano dalla promozione in terza divisione; il piazzamento viene replicato anche nel campionato successivo, mentre nella stagione 1980-1981 viene ottenuto un undicesimo posto in classifica, lontano dalla promozione ma anche dalla zona retrocessione. A fine stagione McNeill lascia comunque il club, e dal 1981 al 1987 lavora come vice allenatore del Chelsea, tra prima e seconda divisione. Successivamente dal 1987 al 1990 allena lo Shrewsbury Town, in quarta divisione, mentre nel biennio 1990-1992 è vice allenatore dei londinesi del Millwall alle dipendenze di Bruce Ricoh: si tratta della sua ultima esperienza da allenatore, anche se dal 1992 al 2006, anno in cui all'età di 67 anni abbandona definitivamente il mondo del calcio, continua a lavorare come osservatore per vari club (Bolton, Leeds Utd, Norwich City, Wigan e Chelsea).

## Palmarès

### Giocatore

#### Competizioni nazionali
- Campionato inglese di seconda divisione: 1

Leicester City: 1956-1957
- Highland Football League: 1

Ross County: 1966-1967

### Allenatore

#### Competizioni nazionali
- Highland Football League: 1

Ross County: 1966-1967